# Leo Corry
Pour les articles homonymes, voir Corry.
Leo Corry (en hébreu : ליאו קורי, né en 1956 à Santiago du Chili ) est un historien des mathématiques israélien.

## Biographie
Corry émigre avec sa famille juive au Venezuela quand il a deux ans. Il fréquente l'école primaire et secondaire au Colegio Moral y Luces de Caracas, puis il étudie les mathématiques à l'université Simón Bolívar avec une licence en 1977. Il poursuit des études supérieures à l'université de Tel Aviv. Là, il obtient en 1983 sa maîtrise en mathématiques avec un mémoire de maîtrise Splitting data in cohomology classes, supervisé par Shmuel Rosset, et en 1990 son doctorat en histoire des sciences avec une thèse de doctorat intitulée The origins of category theory as a mathematical discipline, dirigée par Sabetai Unguru et Shmuel Rosset. À l'Université de Tel Aviv, Corry devient en 1985 instructeur, en 1996 maître de conférences, en 2004 professeur associé et à partir de 2007 professeur ordinaire à l'Institut Cohn d'histoire des sciences. Il est directeur de l'Institut Cohn de 2003 à 2009, directeur de l'École d'études historiques Yavetz de 2013 à 2015 et doyen des sciences humaines de la TAU entre 2015 et 2020. Au cours de l'année universitaire 1994-1995, il est membre de l'Institut Dibner pour l'histoire des sciences et de la technologie du MIT, pour l'année universitaire 1995-1996 à l'Institut Max-Planck d'histoire des sciences de Berlin et en 2006 au Collège scientifique de Berlin.
Corry effectue des recherches sur le développement de l'algèbre moderne et de la théorie des nombres (y compris la théorie algorithmique des nombres réalisée par Harry Vandiver, Derrick Lehmer et Emma Lehmer) et sur la philosophie des mathématiques (y compris l'école Bourbaki). Ses recherches portent également sur Albert Einstein, Hermann Minkowski, David Hilbert et son école, l'histoire des sciences latino-américaines et Jorge Luis Borges. Avec John Stachel (en) et Jürgen Renn, Corry découvre de nouveaux documents concernant le conflit de priorité entre Hilbert et Einstein, et ces nouveaux documents soutiennent Einstein contre Hilbert,. 
De 1999 à 2009 et de 2011 à 2013, il est rédacteur en chef de Science in Context.

## Prix et distinctions
En 2006, Corry est conférencier invité au Congrès international des mathématiciens de Madrid avec une conférence Sur l'origine du sixième problème de Hilbert : la physique et l'approche empiriste de l'axiomatisation. 
En 2024 il est lauréat du prix commémoratif Albert Leon Whiteman est une distinction mathématique décernée par l'American Mathematical Society.

## Publications (sélection)
- Modern algebra and the rise of mathematical structures. Birkhäuser, Science Networks, vol. 17, 1996, 2e édition 2003 [8]
- (en) Leo Corry, « Hermann Minkowski and the postulate of relativity », Archive for History of Exact Sciences, vol. 51, no 4,‎ 1997, p. 273–314 (DOI 10.1007/BF00518231, S2CID 27016039).
- David Hilbert and the Axiomatization of Physics (1898–1918): From Grundlagen der Geometrie to Grundlagen der Physik. Dordrecht : Kluwer, 2004. (également dans Archimède. Nouvelles études sur l'histoire et la philosophie des sciences et de la technologie, vol. 10, 2004 )
- (en) Leo Corry, « Number crunching vs. number theory: computers and FLT, from Kummer to SWAC (1850–1960), and beyond », Archive for History of Exact Sciences, vol. 62, no 4,‎ 2008, p. 393–455 (DOI 10.1007/s00407-007-0018-2, Bibcode 2008AHES...62..393C, S2CID 53544004).
- (en) Leo Corry, « Fermat meets SWAC: Vandiver, the Lehmers, computers, and number theory », IEEE Annals of the History of Computing, vol. 30, no 1,‎ 2008, p. 38–49 (DOI 10.1109/mahc.2008.6, S2CID 8439205, lire en ligne).
- (en) « Hunting Prime Numbers from Human to Electronic Computers », The Rutherford Journal – the New Zealand Journal for the History and Philosophy of Science and Technology,‎ 2008 (lire en ligne).
- (en) Leo Corry, « On the history of Fermat's last theorem: fresh views on an old tale », Mathematische Semesterberichte, vol. 57, no 1,‎ 2010, p. 123–138 (DOI 10.1007/s00591-010-0068-4, S2CID 111387649).
- A Brief History of Numbers . New York : Presses universitaires d'Oxford, 2015.